# Géographie de la Pologne
La Pologne est un pays d'Europe centrale, à l'est de l'Allemagne. Globalement, la Pologne est une plaine ininterrompue allant de la mer Baltique au nord à la chaîne des Carpates au sud. À l'intérieur de cette plaine, les variations de relief vont généralement d'est en ouest.
La côte baltique manque de port naturel à l'exception de la région de Gdańsk, Gdynia et Szczecin, dans l'extrême nord-ouest. La région du nord-est, appelée la région des lacs de Mazurie (en polonais : Pojezierze Mazurskie), est peu peuplée et dépourvue de ressources agricoles et industrielles. Dans le sud et l'ouest de la région des lacs, une vaste région de plaines s'étend des Sudètes, au niveau des frontières tchèque et slovaque au sud-ouest, jusqu'aux Carpates au niveau des frontières slovaque et ukrainienne vers le sud-est.
Le pays s'étend sur 649 kilomètres du nord au sud et 689 kilomètres d'est en ouest. La superficie de la Pologne est de 312 683 kilomètres carrés, y compris les eaux intérieures. Les pays voisins sont l'Allemagne à l'ouest, la République tchèque au sud-ouest, la Slovaquie au sud, l'Ukraine à l'est-sud-est, la Biélorussie à l'est-nord-est, la Lituanie et la Russie (oblast de Kaliningrad) au nord-est.

## Données brutes
Surface totale : 312 685 km2 (terres : 304 465 km2, eaux : 8 220 km2 dont eaux territoriales dans la limite des 12 milles nautiques).
Ressources naturelles : charbon, soufre, cuivre, gaz naturel, fer, zinc, plomb, sel, terres arables
Utilisation du sol :
- terres arables : 47 %
- cultures permanentes : 1 %
- pâturages permanents : 13 %
- forêts et terres boisées : 29 %
- autres : 10 %
- terres irriguées: 1 000 km2

## Topographie
L'altitude moyenne de la Pologne est de 173 mètres, et seulement 3 % du territoire de la Pologne, le long de la frontière sud, a une altitude supérieure à 500 mètres. Le point culminant de la Pologne est le mont Rysy qui culmine 2 499 mètres dans les Carpates occidentales, à 95 kilomètres au sud de Cracovie. Le long de la baie de Gdańsk, une zone d'environ 60 kilomètres carrés est située sous le niveau de la mer. La Pologne est traditionnellement divisée en cinq zones topographiques du nord au sud. La plus importante, la plaine centrale, est étroite à l'ouest, puis s'étend vers le nord et le sud en direction de l'est. Le long de la frontière est, cette zone s'étend de l'extrémité nord-est à environ 200 kilomètres de la frontière sud. Le terrain dans la plaine centrale est assez plat, d'anciens lacs glaciaires ont été comblés par des sédiments. La région est découpée par plusieurs grands cours d'eau, notamment l'Oder, qui définit les basses terres de Silésie dans le sud-ouest, et la Vistule, qui définit les zones de plaine du centre-est de la Pologne.
Le sud des plaines constitue la partie la plus basse de la Pologne, une ceinture dont la largeur varie de 90 à 200 km reliant le pied des Sudètes et des Carpates aux chaînes montagneuses du sud du pays. La topographie de cette région est divisée de façon transversale en zone de différentes altitudes, ce qui reflète sa structure géologique. Dans la partie ouest, le soulèvement de Silésie-Cracovie contient de riches gisements de charbon.
Au nord de la plaine centrale, la région des lacs comprend les dernières forêts primaires d'Europe. L'action des glaciers dans cette région a formé des lacs et des collines peu élevées sur toute la plaine adjacente avec la Lituanie et la mer Baltique. De petits lacs parsèment la totalité de la moitié nord du pays ; ces formations glaciaires qui caractérisent cette région s'étendent jusqu'à 200 kilomètres à l'ouest à l'intérieur de la Pologne. De larges vallées fluviales divisent la région des lacs en trois parties. Dans le nord-ouest, la Poméranie est située au sud de la mer Baltique et la région côtière au nord des rivières Warthe et Netze. La Mazurie occupe le reste du Nord de la Pologne et est caractérisée par une chaîne de grands lacs. La plupart des 9 300 lacs de plus de 10 000 mètres carrés, de cette zone, sont situés dans la partie nord de la région du lac, où ils occupent environ 10 % de la surface.
Les plaines côtières de la Baltique sont une région de faible altitude formée des sédiments déposés par la mer. La côte a été façonnée par l'action de la montée des eaux après le rétrécissement de la calotte glaciaire scandinave. Deux grandes baies naturelles se trouvent sur la côte : la baie de Poméranie sur la frontière allemande et la baie de Gdansk à l'est. L'Oder se jette dans la première, et l'embouchure de la Vistule forme un vaste delta dans la région de Gdansk. De vastes bancs de sable et de grandes dunes de sable forment des lagunes côtières et des lacs le long de la majeure partie de la côte.

## Hydrographie
La quasi-totalité de la Pologne est drainée en direction du nord par la Vistule, l'Oder et leurs affluents. Environ la moitié est du pays est drainée par la Vistule, qui prend sa source dans les Tatras, dans le centre sud de la Pologne. L'un des affluents, le Boug, définit 280 kilomètres de la frontière du pays avec l'Ukraine et la Biélorussie. L'Oder et un de ses principaux affluents, la Warthe, forment un bassin qui draine le tiers ouest de la Pologne dans les baies nord de Szczecin. Le débit des cours d'eau est très faible sur une grande partie du territoire polonais. La prédominance de plaines et de lacs entrave le débit des cours d'eau. Les rivières ont deux périodes de crues par an. La première est causée par la fonte des neiges et la débâcle des glaces au printemps, la seconde est provoquée par de fortes pluies de juillet dues à l'arrivée des masses d'air chaudes méridionales.

## Climat

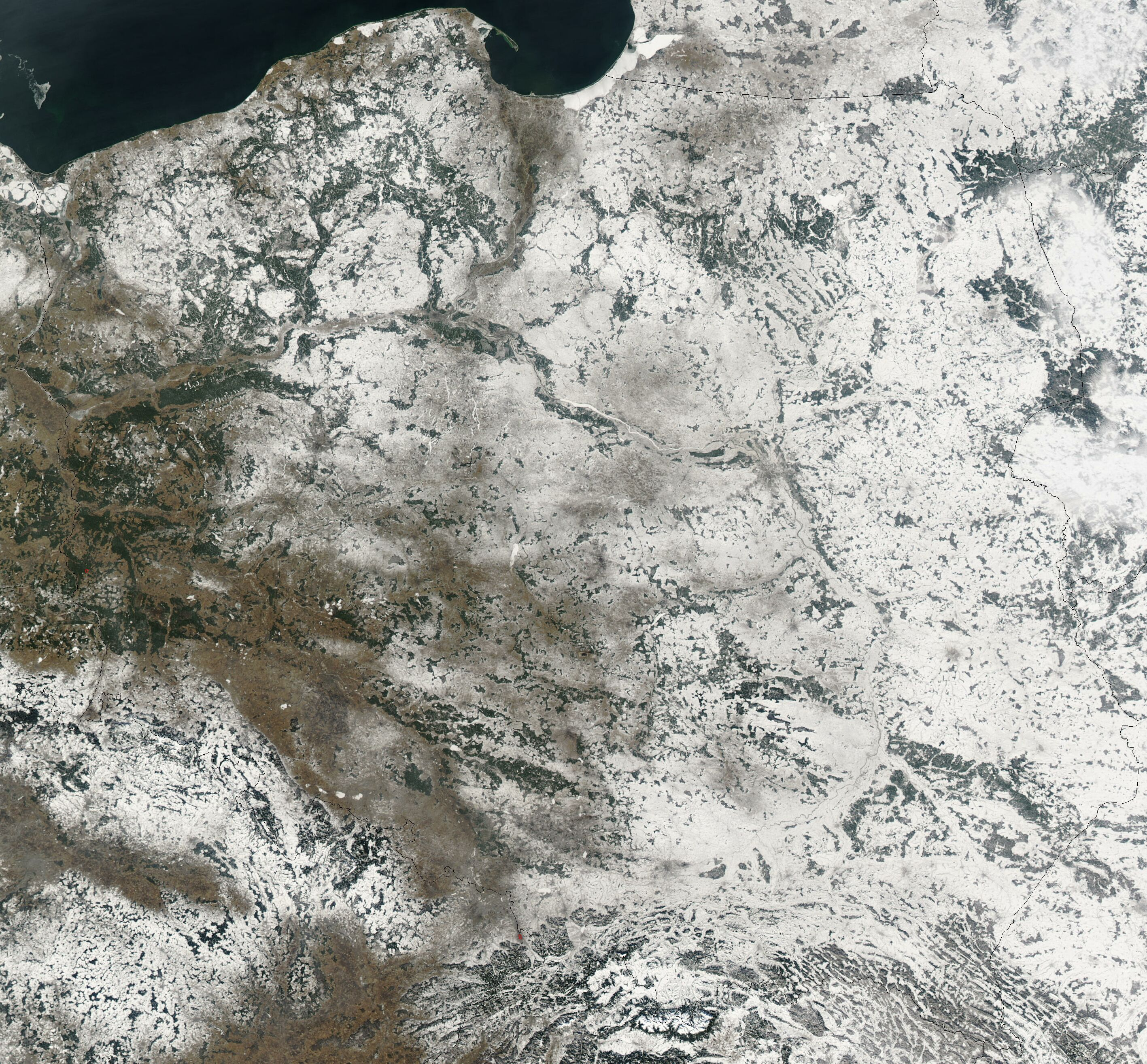
Image satellite de la Pologne en février 2003.

Les configurations du climat à long et court terme en Pologne sont variables en raison de la confrontation des masses d'air au-dessus du pays. Le pays est au carrefour du jet stream qui balaye le pays du nord au sud depuis le nord de l'océan Atlantique. Bien que les masses d'air frais arctique dominent une grande partie de l'année, des fronts plus chauds réchauffent de façon générale les températures et provoquent des précipitations abondantes, des nuages et du brouillard. Quand cette modération n'intervient plus, les températures hivernales peuvent descendre jusqu'à −40 °C dans les zones montagneuses.
Le printemps est tardif. Il débute en avril, apportant principalement des jours ensoleillés après une période d'alternance entre des conditions hivernales et printanières. L'été, qui s'étend de juin à août, est ordinairement moins humide que l'hiver. Des pluies battantes et des tempêtes s'alternent avec un temps sec et ensoleillé généré lorsque les vents du sud soufflent. Le début de l'automne est bien souvent ensoleillé et chaud avant d'amorcer une période pluvieuse et plus froide en novembre, marquant la transition vers l'hiver. L'hiver, qui peut durer de un à trois mois, amène fréquemment des tempêtes de neige sans augmenter particulièrement cependant la pluviométrie totale.
L'échelle des normales saisonnières oscille entre 6 °C dans le nord-est à 8 °C dans le sud-ouest, mais les températures locales dans les différentes régions varient considérablement en fonction de la saison. Sur les plus hauts sommets, la température moyenne est de 0 °C. La côte baltique, tempérée par des vents d'ouest, présente des températures plus froides en été et plus chaudes en hiver que dans le reste du pays. D'autres températures extrêmes sont enregistrées dans le sud-est, le long de la bordure avec l'Ukraine, où les plus grandes différences de température sont relevées avec une moyenne de 4,5 °C en dessous de celles enregistrées dans l'ouest. La saison des semailles dure environ quarante jours de plus dans le sud-ouest que dans le nord-est où le printemps est plus tardif.
Les précipitations annuelles pour l'ensemble du pays sont d'environ 600 millimètres, mais dans les zones montagneuses isolées, ce chiffre monte jusqu'à plus de 1 300 millimètres par an. Le total est légèrement plus élevé dans les zones de relief du sud que dans les zones de plaine centrales. Quelques zones plus arides, situées notamment entre le long du fleuve Vistule et Varsovie, la mer Baltique et le grand nord-ouest ont un taux annuel de moins de 500 millimètres. En hiver à peu près la moitié des précipitations annuelles tombent sous forme de neige sur les plateaux et dans les zones montagneuses. En moyenne, le taux des précipitations en été est deux fois plus important qu'en hiver, fournissant un apport sûr en eau pour les collectes.

## Géologie

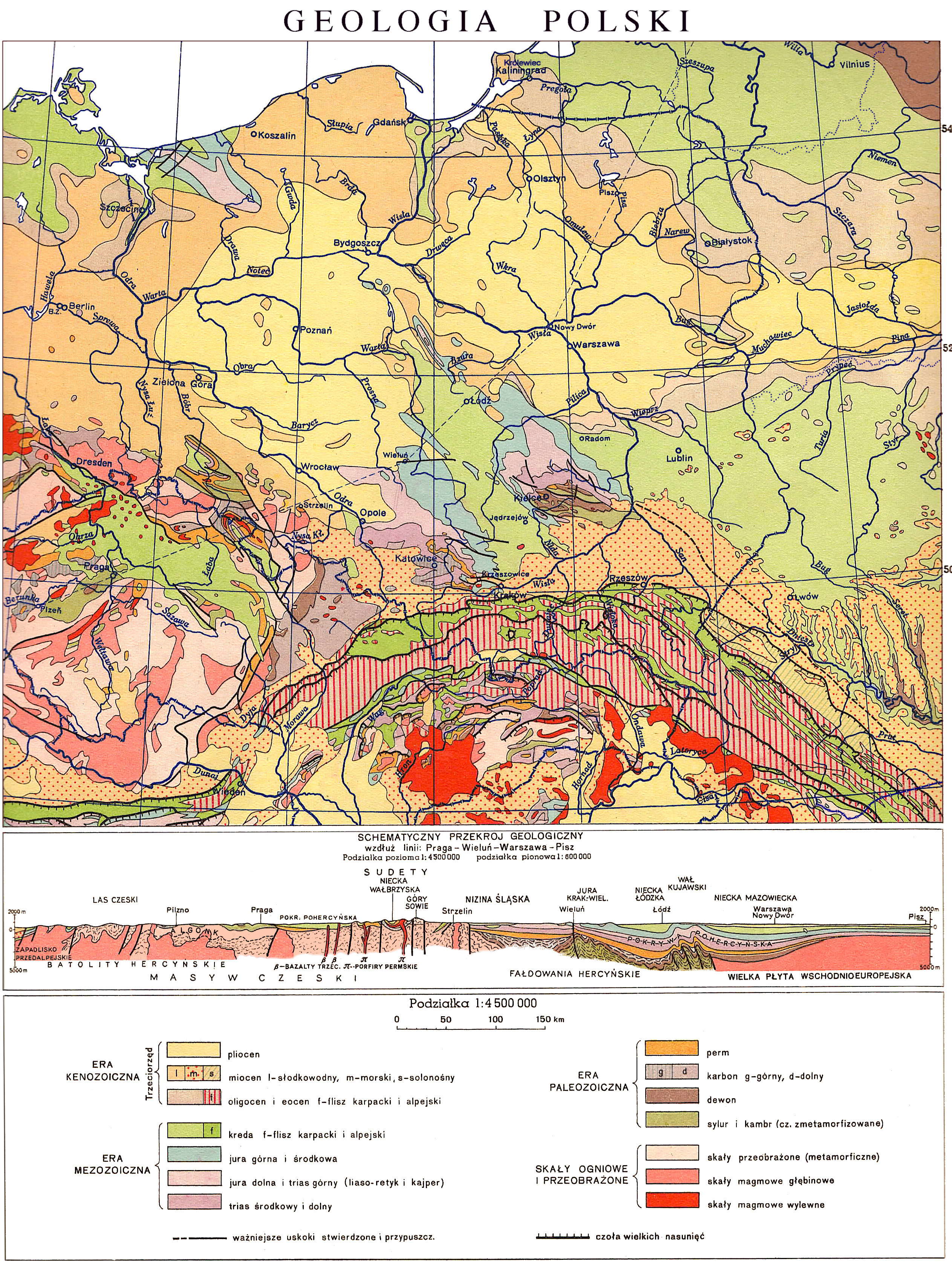
Carte géologique de la Pologne.

La structure géologique de la Pologne a été façonnée d'une part par la collision entre les plaques continentales européenne et africaine au cours des 60 derniers millions d'années, et d'autre part par les glaciations quaternaires de l'Europe du Nord. Ces deux processus ont notamment impacté les Sudètes et les Carpates. Le paysage morainique et lacustre du nord de la Pologne contient des sols principalement constitués de sable ou de limon, tandis que les vallées fluviales glaciaires du sud contiennent souvent du loess. Les hautes terres de Cracovie-Czestochowa, les Piénines et les Tatras occidentales sont constituées de calcaire, tandis que les Hautes Tatras, les Beskides et les monts des Géants sont constituées principalement de granite et de basalte. Le Jura cracovien date du Jurassique.
Le Sud de la Pologne compte 70 sommets dépassant 2 000 mètres d'altitude, tous situés dans les Tatras. Les Tatras polonaises, qui comprennent les Hautes Tatras et les Tatras occidentales, constituent le plus haut groupe de montagnes de Pologne et de la chaîne des Carpates. Dans les Hautes Tatras se trouve le point culminant de la Pologne, le Rysy, de 2 500 mètres d'altitude. À ses pieds se trouvent des lacs d'altitude : le Czarny Staw (« Lac noir », sous le mont Rysy) et le Morskie Oko (« œil marin »).
Le deuxième groupe de montagnes le plus élevé de Pologne est celui des Beskides, dont le sommet le plus élevé est la Babia Góra, à 1 725 mètres. Le troisième groupe le plus élevé est formé par les Monts des Géants dans les Sudètes, dont le point culminant est la Śnieżka, à 1 603 mètres suivi par le Śnieżnik à 1 425 mètres. Les touristes fréquentent également les monts Bieszczady à l'extrême sud-est de la Pologne, aux confins de la Slovaquie et de l'Ukraine, dont le point culminant en Pologne est la Tarnica, avec une altitude de 1 346 mètres, les monts Gorce dans le Parc national de Gorce, dont le point culminant est le Turbat, avec des altitudes de 1 310 mètres, et le Parc national des Piénines dans les Monts Pieniny, dont le point culminant est le Trzy Korony (« trois couronnes ») avec des altitudes de 982 mètres (la plus haute montagne de cette chaîne, Wysokie Skałki ou Wysoka, avec des altitudes de 1 050 mètres, est située à l'extérieur du parc national). Le point le plus bas de Pologne – à 2 mètres sous le niveau de la mer – se trouve à Raczki Elbląskie, près d'Elbląg dans le delta de la Vistule.
Le seul désert de Pologne est celui de de Błędów dans la région des bassins houillers de Dąbrowa (voïvodie de Silésie). Il a une superficie totale de 32 km2. Il est l'un des cinq déserts naturels d'Europe et le plus chaud de cette haute latitude. Il s'est formé il y a dix mille ans sur les sables laissés par la fonte d'un glacier würmien en raison d'un microclimat sec et chaud local. La structure géologique locale est la couche de sable de 40 mètres d'épaisseur, d'où drainage rapide et profond des eaux.

## Enjeux environnementaux
Risques naturels : inondations occasionnelles
Environnement - problèmes actuels : La situation s'est améliorée depuis 1989 en raison du déclin de l'industrie lourde et l'augmentation des préoccupations environnementales par les gouvernements post-communiste; la pollution de l'air demeure grave en raison des émissions de dioxyde de soufre des centrales alimentées au charbon, et les pluies acides ont causé de forts dommages dans les forêts ; la pollution de l'eau provenant de sources industrielles et municipales est également un problème, de même que l'élimination de déchets dangereux.

### Accords internationaux
Partie : pollution atmosphérique, l'environnement antarctique - Protocole au Traité sur l'Antarctique, la biodiversité, les changements climatiques, Endangered Species, Environmental Modification, déchets dangereux, droit de la mer, Marine Dumping, interdiction des essais nucléaires, protection de la couche d'ozone, la pollution des navires, les zones humides
Signé, mais non ratifié : Pollution de l'air, les oxydes d'azote, de la pollution atmosphérique, les polluants organiques persistants, la pollution de l'air - Soufre 1994, les changements climatiques - Protocole de Kyoto